# Камбоджа на літніх Олімпійських іграх 2016
Камбоджа на літніх Олімпійських іграх 2016 була представлена 6 спортсменами в 4 видах спорту. Жодної медалі олімпійці Камбоджі не завоювали.

## Легка атлетика
Камбоджійські спортсмени кваліфікувалися у таких дисциплінах (не більш як 3 спортсмени в кожній дисципліні):
Легенда
- Примітка – для трекових дисциплін місце вказане лише для забігу, в якому взяв участь спортсмен
- Q = пройшов у наступне коло напряму
- q = пройшов у наступне коло за добором (для трекових дисциплін - найшвидші часи серед тих, хто не пройшов напряму; для технічних дисциплін - увійшов до визначеної кількості фіналістів за місцем якщо напряму пройшло менше спортсменів, ніж визначена кількість)
- NR = Національний рекорд
- N/A = Коло відсутнє у цій дисципліні
- Bye = спортсменові не потрібно змагатися у цьому колі

Трекові і шосейні дисципліни
| Спортсмен   | Дисципліна         | Фінал     | Фінал |
| Спортсмен   | Дисципліна         | Результат | Місце |
| ----------- | ------------------ | --------- | ----- |
| Неко Хіросі | марафон (чоловіки) | 2:45:55   | 139   |
| Нарі Лі     | марафон (жінки)    | 3:20:20   | 133   |

## Плавання
Камбоджа отримала універсальні місця від FINA на участь в Олімпійських іграх двох плавців (по одному кожної статі).
| Спортсмен      | Дисципліна                           | Попередній заплив | Попередній заплив | Півфінал         | Півфінал         | Фінал            | Фінал            |
| Спортсмен      | Дисципліна                           | Час               | Місце             | Час              | Місце            | Час              | Місце            |
| -------------- | ------------------------------------ | ----------------- | ----------------- | ---------------- | ---------------- | ---------------- | ---------------- |
| Пу Совіджа     | 100 метрів вільним стилем (чоловіки) | 54.55             | 57                | Завершив виступ  | Завершив виступ  | Завершив виступ  | Завершив виступ  |
| Гемтхон Вітіні | 50 метрів вільним стилем (жінки)     | 29.37             | 66                | Завершила виступ | Завершила виступ | Завершила виступ | Завершила виступ |

## Тхеквондо
Камбоджа надіслала на Олімпіаду одну тхеквондистку. Сівмей Сорн кваліфікувалася на Олімпіаду в категорії до 67 кг, перемігши на Азійському кваліфікаційному турнірі 2016, що пройшов у Манілі (Філіппіни).
Крім того, Сівмей стала першим спортсменом своєї країни, якому вдалося потрапити на Олімпіаду своїми власними силами (всі інші представники Камбоджі потрапляли через запрошення).
| Спортсмен   | Категорія           | Раунд 1/16               | Чвертьфінали       | Півфінали          | Втішний поєдинок   | Фінал / BM         | Фінал / BM       |
| Спортсмен   | Категорія           | Суперник Результат       | Суперник Результат | Суперник Результат | Суперник Результат | Суперник Результат | Місце            |
| ----------- | ------------------- | ------------------------ | ------------------ | ------------------ | ------------------ | ------------------ | ---------------- |
| Сівмей Сорн | понад 67 кг (жінки) | Решмі Оогінк (NED) L 1–7 | Завершила виступ   | Завершила виступ   | Завершила виступ   | Завершила виступ   | Завершила виступ |

## Боротьба
Камбоджа отримав запрошення від Тристоронньої комісії на участь у Олімпіаді борчині, яка змагалась у категорії до 48 кг вільної боротьби. І це стало поверненням країни на Олімпійські ігри в цьому виді спорту від часів Олімпіади 1996.
Легенда:
- VT – Перемога на туше.
- PP – Перемога за очками – з технічними очками в того, хто програв.
- PO – Перемога за очками – без технічних очок в того, хто програв.
- ST – Перемога за явної переваги – різниця в очках становить принаймні 8 (греко-римська боротьба) або 10 (вільна боротьба) очок, без технічних очок у того, хто програв.

Жінки
Вільна боротьба
| Спортсменка | Категорія | Кваліфікація        | Раунд 1/16                        | Чвертьфінал         | Півфінал            | Втішний поєдинок 1  | Втішний поєдинок 2  | Фінал / BM          | Фінал / BM |
| Спортсменка | Категорія | Суперниця Результат | Суперниця Результат               | Суперниця Результат | Суперниця Результат | Суперниця Результат | Суперниця Результат | Суперниця Результат | Місце      |
| ----------- | --------- | ------------------- | --------------------------------- | ------------------- | ------------------- | ------------------- | ------------------- | ------------------- | ---------- |
| Шов Сотеара | до 48 кг  | Bye                 | Кароліна Кастільйо (COL) L 0–4 ST | Завершила виступ    | Завершила виступ    | Завершила виступ    | Завершила виступ    | Завершила виступ    | 16         |